# 마이클 D. 코
마이클 D. 코(Michael D. Coe, 본명: 마이클 더글러스 코, Michael Douglas Coe, 1929년 5월 14일 ~ 2019년 9월 25일)는 미국의 고고학자, 인류학자, 금석학자 및 작가였다. 선콜럼버스 시대의 메소아메리카, 특히 마야에 대한 연구로 유명하며, 20세기 후반의 가장 뛰어난 마야학자 중 한 명이었다. 그는 중앙아메리카와 동남아시아 등 고대 열대림 문명에 대한 비교 연구를 전문으로 했다. 그는 예일대학교 찰스 J. 맥커디(Charles J. MacCurdy) 인류학 명예 교수직을 역임했으며, 1968년부터 1994년까지 피바디 자연사 박물관에서 인류학 컬렉션의 명예 큐레이터로 재직했다.
코는 비전문가 청중을 위한 다수의 인기 작품을 저술했으며 그 중 일부는 "The Maya"(1966) 및 "Breaking the Maya Code"(1992)와 같이 베스트셀러였으며 많이 재인쇄되었다. 그는 렉스 쿤츠와 함께 1962년에 출판된 "Mexico: From the Olmecs to the Aztecs"라는 책을 공동 집필했다.